# أرملة ليلة الزفاف (فلم)
أرملة ليلة الزفاف هو فيلم دراما مصري من إخراج السيد بدير  وبطولة كمال الشناوي، ناهد شريف، بدر الدين جمجوم، نجوى فؤاد، سيد زيان ونادية سيف النصر، عرض الفيلم في 11 نوفمبر 1974.

## نبذة
(مها عبد الكريم) مات والدها وترك لها ثروة تديرها لها عمتها (خديجة) التي تستفيد من الثروة، ومعها (مدحت) عشيقها، خشيت (خديجة) من ضياع الثروة عندما أقدمت (مها) على الزواج، فاتفقت مع (مدحت) على قتل الزوج ليلة الزفاف. كُلف ضابط المباحث (أحمد عزت) بكشف غموض الحادث فادعى أنه مهندس، وتعرف على (مها)، وحصر شكه في ابن عمها (عباس) العاطل، وكذلك زميلها في النادي (حسام)، ولكن الاثنين أثبتا وجودهما في مكان بعيد عن مسرح الجريمة، ومع استمرار البحث والتحقيق تمكن الضابط (أحمد) من كشف الجريمة.

## طاقم العمل
- كمال الشناوي بدور الرائد أحمد عزت
- ناهد شريف بدور مها عبد الكريم
- بدر الدين جمجوم بدور محسن
- نجوى فؤاد بدور نفسها
- سيد زيان بدور الشغال
- نادية سيف النصر بدور خديجة هانم

## وصلات خارجية
- مقالات تستعمل روابط فنية بلا صلة مع ويكي بيانات